# Fiat R.2
Fiat R.2 là một loại máy bay trinh sát sản xuất ở Ý, ngay sau Chiến tranh thế giới I, đây là máy bay đầu tiên được bán trên thị trường dưới thương hiệu Fiat (trước đó máy bay Fiat có thương hiệu SIA).

## Quốc gia sử dụng
Italy
- Không quân thuộc Regio Esercito

 Thổ Nhĩ Kỳ
- Không quân Thổ Nhĩ Kỳ

## Tính năng kỹ chiến thuật
Đặc điểm tổng quát
- Kíp lái: 2
- Chiều dài: 8.80 m (28 ft 10 in)
- Sải cánh: 12.30 m (40 ft 4 in)
- Chiều cao: 3.30 m (10 ft 10 in)
- Trọng lượng có tải: 1.720 kg (3.790 lb)
- Powerplant: 1 × Fiat A12bis, 224 kW (300 hp) mỗi chiếc

Hiệu suất bay
- Vận tốc cực đại: 175 km/h (108 mph)
- Tầm bay: 550 km (340 dặm)
- Trần bay: 4.800 m (15.800 ft)

Vũ khí trang bị
- 1 tới 3 × súng máy